# İsmail Yaşar

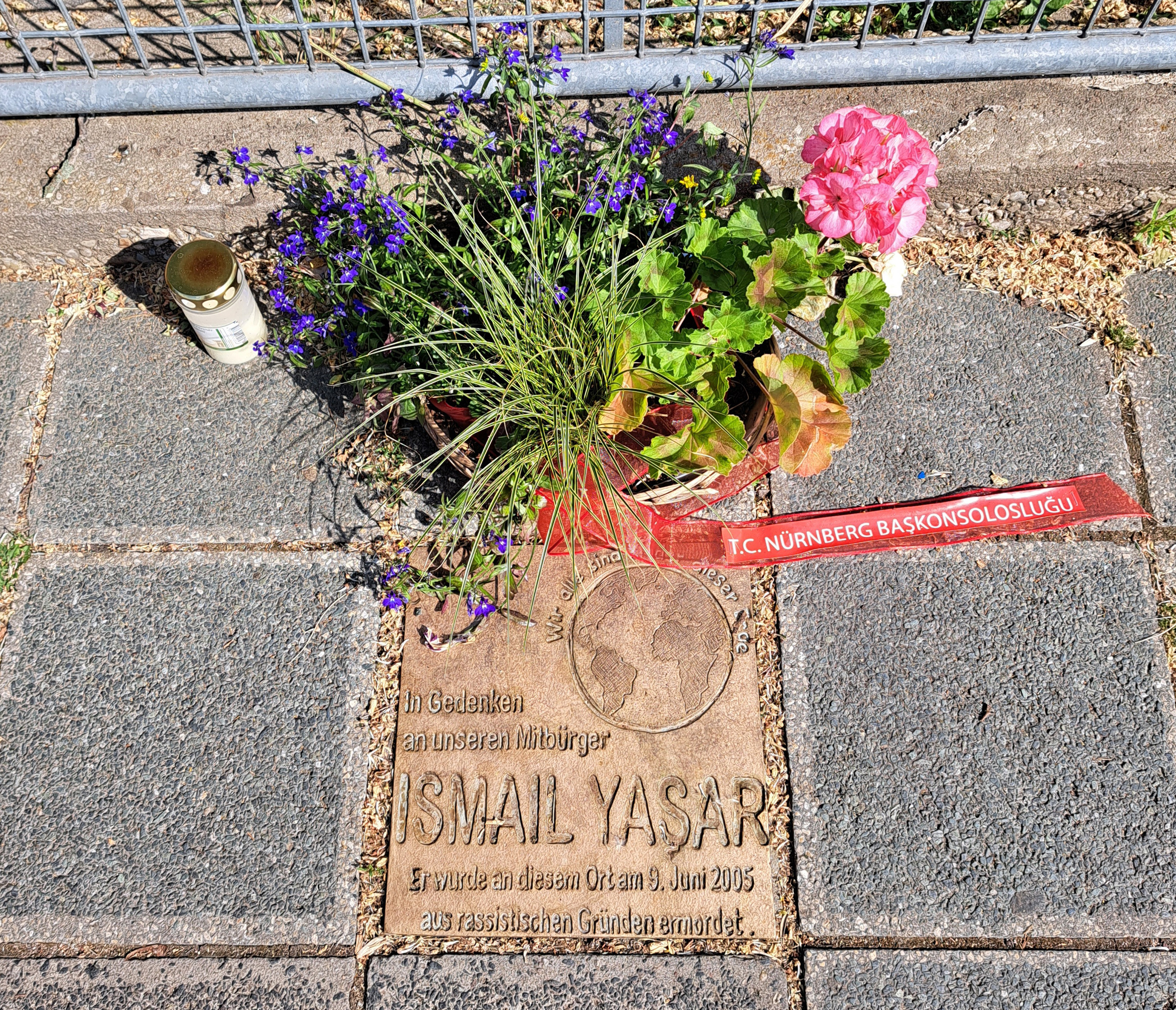
Gedenkstein im Gehweg vor der Gedenkstätte

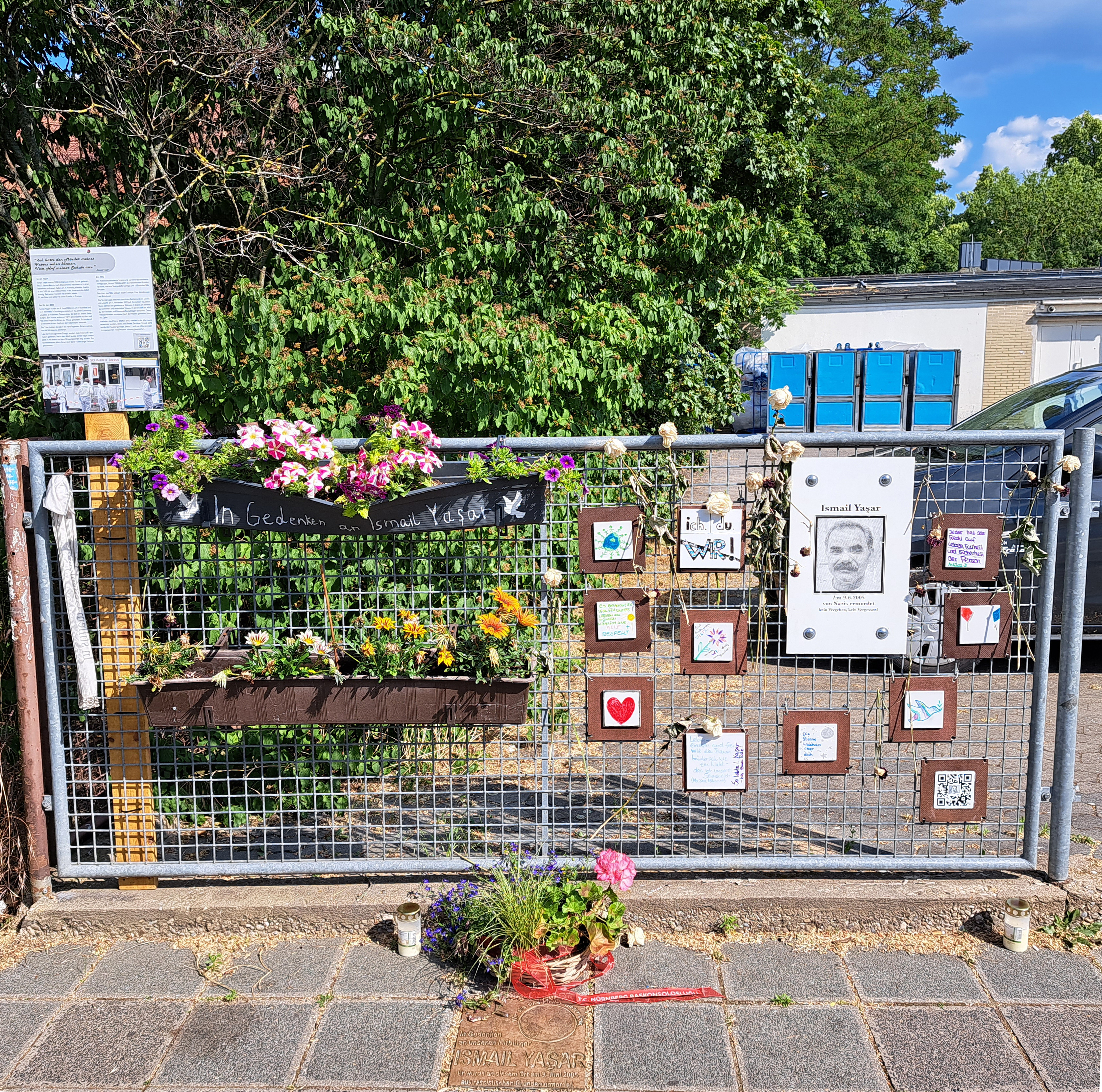
Gedenkstätte am Todesort, überwiegend gestaltet von Schülern der gegenüber liegenden Scharrer-Grundschule

İsmail Yaşar (anhörenⓘ; geb. 1955 in Alanyurt, Türkei; gest. 9. Juni 2005 in Nürnberg, Deutschland) war das sechste Opfer der Mordserie der rechtsextremen terroristischen Vereinigung „Nationalsozialistischer Untergrund“ (NSU). Der Inhaber eines Imbisses wurde mit fünf Schüssen in Kopf und Oberkörper getötet.

## Privates
Yaşar kam im Alter von 23 Jahren nach Deutschland. Er hatte eine Tochter und einen Sohn.

## Ermordung und Ermittlungen
Am 9. Juni 2005 gegen 10 Uhr morgens töteten Mörder ihn mithilfe einer Ceska Zbrojovka 83 mit aufgesetztem Schalldämpfer. In den Unterlagen des NSU fanden sich später Notizen und Karten, die eine Markierung des Imbisses von Yaşar zeigten.
Anstatt einem eventuellen rechtsextremen Hintergrund nachzugehen, ermittelte die Mordkommission, die Nürnberger Kriminalpolizei in Zusammenarbeit mit dem BKA, im direkten Umfeld von Yaşar. Sie vermuteten Verbindungen zu türkischen Drogenhändlern aus den Niederlanden. Dabei hörten die Beamten Angehörige von Yaşar ab und führten Observationen durch verdeckte Ermittler durch, stellte der NSU-Untersuchungsausschuss des bayerischen Landtags im Juli 2013 fest. Sie bauten z. B. Dönerstände, um Schutzgelderpressungen zu provozieren, da sie in diesem Umfeld Täter vermuteten. Hinweisen auf Täter aus dem Umfeld des NSU ging die Polizei hingegen nicht oder nur zögerlich nach, obwohl es viele Zeugen gab. Eine Zeugin beispielsweise erkannte einen Täter auf Überwachungsaufnahmen zum Nagelbombenanschlag von Köln.  Der Journalist Hans-Jürgen Deglow vom Kölner Stadt-Anzeiger wies die Polizei 2006 auf die frappierende Ähnlichkeit der Phantomzeichnungen im Fall Yaşar und dem Anschlag in Köln hin. Ein Polizeisprecher erklärte dem Journalisten, es gebe keinen Zusammenhang zwischen den Taten.

## Gedenken
In Nürnberg wurde im Juni 2022, unweit des Tatorts, eine Grünfläche vor einer Kirche in İsmail-Yaşar-Platz umbenannt. Seine Kinder enthüllten hierbei das Straßenschild und eine neu eingerichtete Gedenkstele. Zudem wurde ein Walnussbaum, Yaşars Lieblingsbaum, in Erinnerung an ihn gepflanzt.